# Пилоне (Латина)
Пилоне је насеље у Италији у округу Латина, региону Лацио.
Према процени из 2011. у насељу је живело 163 становника. Насеље се налази на надморској висини од 287 м.